# Hossam Ait Laafita
Hossam ait Laafita (en arabe : حسام أيت لعفية) est un boxeur marocain né le 16 juin 1994 à Marrakech.

## Carrière
Hossam a remporté les titres de champion du Maroc des poids moyens ainsi que la coupe du trône en super-welters dans les rangs amateurs. Après un total de 31 victoires, il décide en 2017 de commencer une carrière dans les rangs professionnels. 
Il affronte tout d'abord le 31 mars 2017 Davit Bidzinashvili dans la catégorie super-welters à Kénitra et l'emporte par KO au 3e round. Le 25 novembre suivant, il remporte son deuxième combat dans la ville d'Agadir aux dépens du Serbe Dimitrije Djordjevic.
Le 20 janvier 2018, il dispute son troisième combat face au boxeur marocain Outhmane Feraoune à Laâyoune, combat qu'il perd aux points. Le 14 avril, il bat le boxeur bulgare Radoslav Mitev à Agadir.
Le 10 novembre 2018, Hossam Ait Laafita remporte le combat revanche contre Outhmane Feraoune puis le 30 novembre 2019, il bat son adversaire Serbe Milan Zivkovic à Casablanca par arrêt de l'arbitre à la première reprise,.